# Arnold Hendrik Koning (1784-1850)
Arnold Hendrik Koning (Groningen, 9 juli 1784 — Wedde, 5 oktober 1850) was een Nederlandse notaris en amateurschilder.

## Leven en werk
Koning werd in 1784 in de stad Groningen geboren als zoon van de Groninger advocaat doctor Johannes Koning en van Aleida Gezina Lanckhorst. Hij werd op 16 juli 1784 gedoopt in de Martinikerk aldaar. Na zijn studie rechten was hij onder meer griffier van de drost van Westerwolde en van het vredegerecht van het kanton Wedde. Vervolgens werd hij van 1811 tot 1812 notaris te Wedde en Pekela, van 1812 tot 1829 te Bellingwolde en vanaf 1829 te Wedde in Westerwolde.
Naast zijn ambtelijke functies was hij ook een verdienstelijk amateurschilder. Hij legde diverse taferelen vast in zijn woongebied. Zo schilderde hij onder meer het Klooster Ter Apel. Koning was lid van het Kunstlievend Genootschap Pictura in Groningen.
Koning kocht in 1829 de Wedderborg in Wedde van de stad Groningen. Hij liet de borg restaureren. De Wedderborg bleef, met een onderbreking van 17 jaar, tot 1955 in het bezit van leden van de familie Koning, die er allen het notarisambt vervulden.
Koning trouwde op 9 juni 1807 met Eduarda Thalia Eckringa. Hun kleinzonen Arnold Koning en Edzard Koning, zoons van zijn gelijknamige zoon Arnold Hendrik, werden kunstschilder van beroep. Hun zoon Johannes Sixtus Gerhardus en kleinzoon Arnold Hendrik vervulden beiden het notaris- en burgemeestersambt in Wedde op de Wedderborg. Koning overleed in oktober 1850 op 66-jarige leeftijd te Wedde.

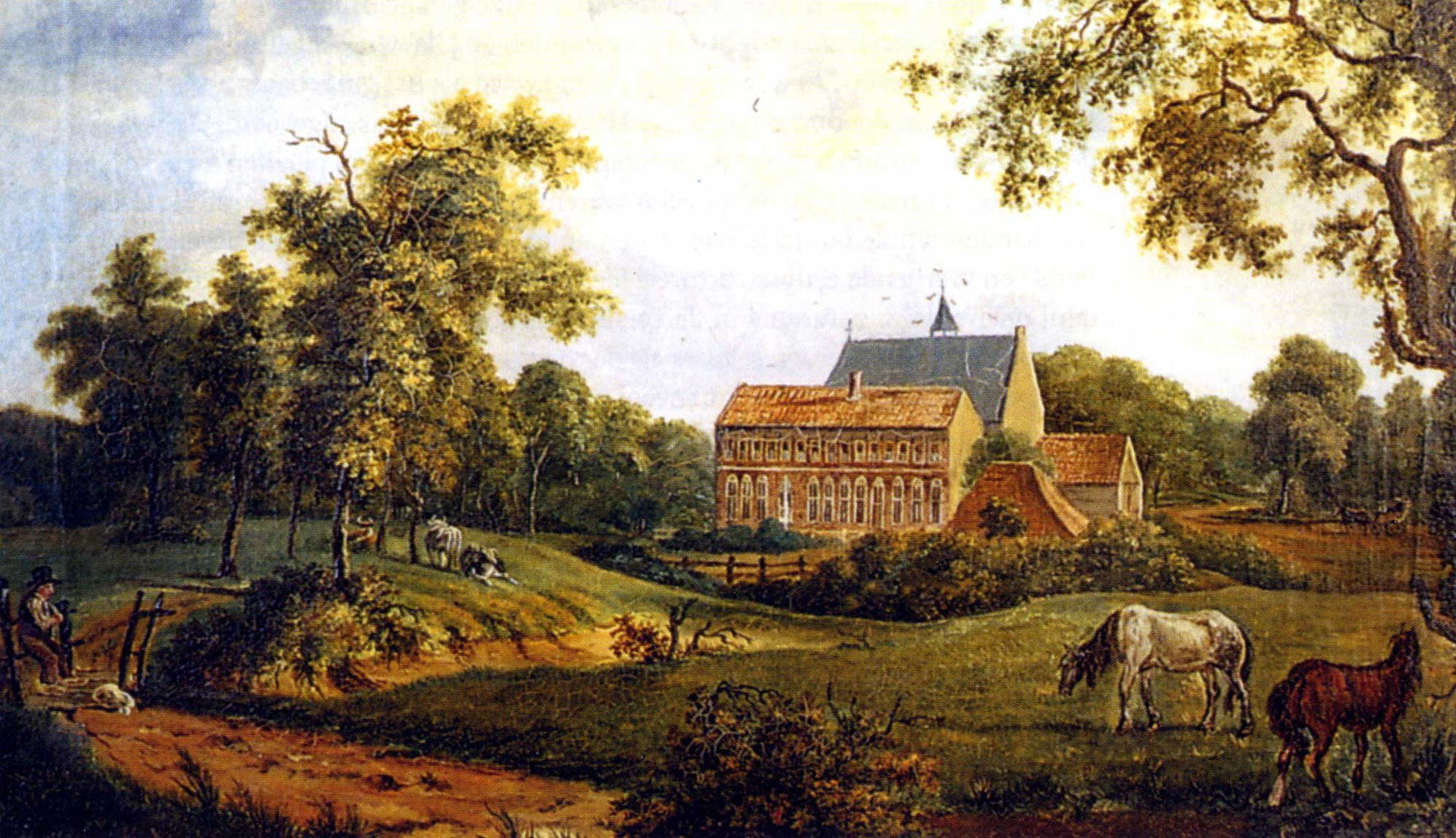
Het klooster Ter Apel door Arnold Hendrik Koning geschilderd in 1834
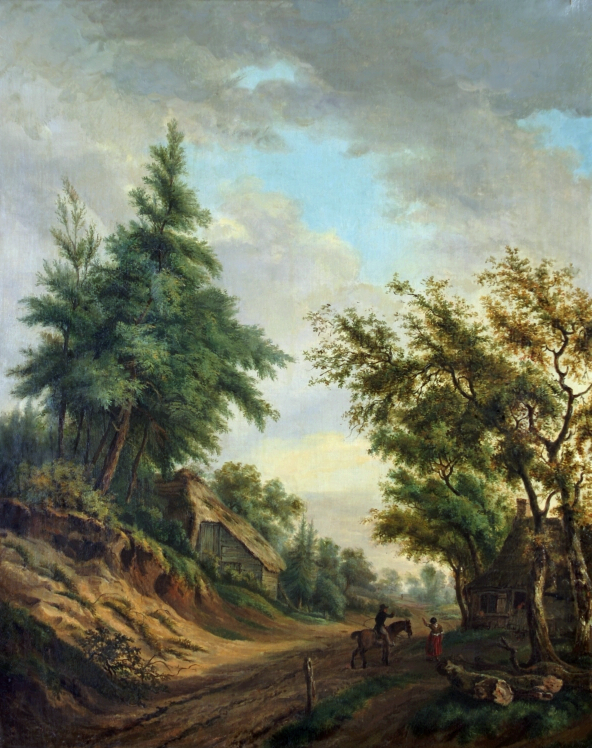
Omgeving van Wedde door Arnold Hendrik Koning geschilderd circa 1830
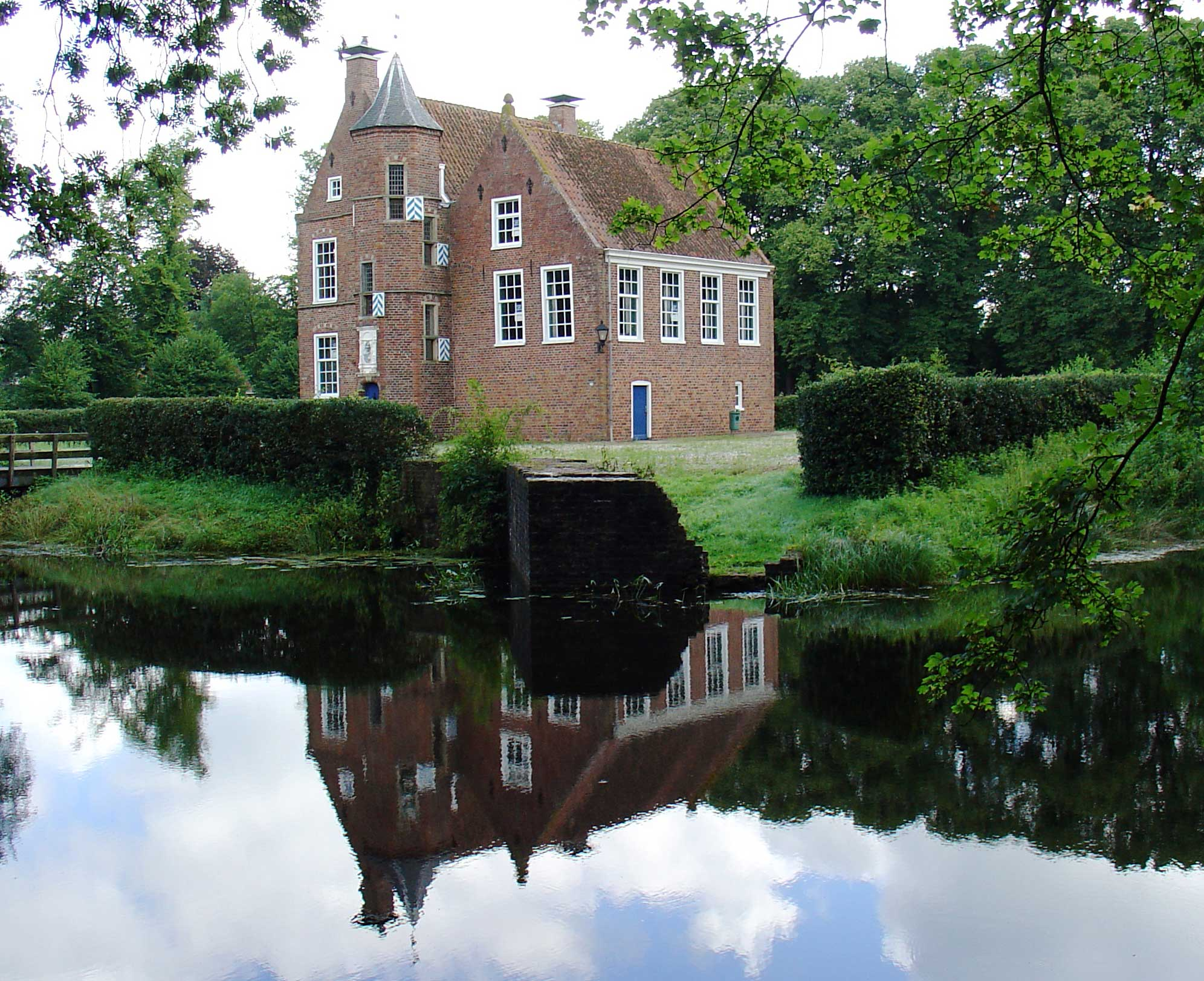
De Wedderborg in 2008 gekocht door Koning in 1829